# أبو عبد الله الكاشغري
أبو عبد الله الكاشْغَرِي (ت. 484 هـ / 1091 م) هو واعظ ومحدث ، نسبته إلى كاشغر.
هو الحسين بن علي بن خلف ابن جبريل بن صالح بن محمد الألمعي أبو عبد الله الكاشغري. توفي ببغداد. قال ياقوت في المعجم أن تصانيفه في الحديث تزيد على مائة وعشرين مؤلفا، وقال مترجموه: «أكثر حديثه مناكير».